# Асланов, Аслан Тарлан оглу
Аслан Тарлан оглу Асланов (азерб. Aslan Tərlan oğlu Aslanov; 1920—1967) — старший сержант РККА. Полный кавалер ордена Славы.

## Биография
Родился в 1920 году в селении Гарайолусту, недалеко от села Конагкенд Кубинского уезда, в семье крестьянина. После окончания семи классов в сельской школе трудился в колхозе. 25 июня 1941 года был призван в Красную Армию. После полученного в мае 1943 года тяжёлого ранения долгое время находился в тылу на лечении. Асланов вернулся в строй в 1944 году. К началу 1945 года воевал в составе 1136-го стрелкового полка 338-й стрелковой дивизии 39-й армии. Особо отличился в Восточно-Прусской операции. 17 января 1945 года в ходе Инстербургско-Кёнигсбергской операции, в бою в районе Егерсвальде стрелок Асланов в числе первых ворвался в траншею противника, гранатой подавил пулемётную точку, чем способствовал продвижению своей роты. За мужество, проявленное в этом бою, 23 января 1945 года красноармеец Асланов был награждён орденом Славы 3-й степени. 
Учитывая заслуженный авторитет, которым пользовался Асланов среди красноармейцев своего подразделения, ему так же было присвоено звание сержанта, и он был назначен командиром стрелкового отделения в родной 9-й роте. 26 января 1945 года в бою в районе станции Нейхаузен в Восточной Пруссии (ныне Гурьевск) сержант Асланов вновь послужил образцом отваги и самоотверженности. Невзирая на сильный миномётный и пулемётный огонь, сержант Асланов, выполняя приказ командира, обошёл сарай с тыла и гранатами уничтожил вражеский пулемёт вместе с расчётом. Сея панику в рядах отступающего врага, Асланов огнём из личного оружия уничтожил ещё троих солдат противника. Ратный подвиг сержанта получил высокую оценку командования и 21 февраля 1945 года отважный воин был награждён орденом Славы 2-й степени. 
В апреле 1945 года части 338-й стрелковой дивизии приняли участие в прорыве сильно укреплённой обороны Кёнигсбергской группировки немцев в районе Катцемлик. В бою 6 апреля 1945 года сержант Асланов умело руководил отделением и служил примером для подчинённых. Несмотря на сильный ружейно-пулемётный огонь, он первым во главе своих бойцов ворвался в траншею противника и завязал рукопашный бой. В этом бою лично Асланов уничтожил двух солдат врага и пленил одного. Умелые действия Асланова обеспечили беспрепятственный подход основных сил полка, захват высоты и успешное выполнение полком поставленной боевой задачи. В ходе дальнейшего продвижения в тот же день у местечка Ребликен сержант Асланов первым бросился на подавление огневой точки врага, мешавшей продвижению пехоты. Точным броском ручной гранаты Асланов уничтожил пулемёт противника вместе с расчётом. По представлению Военного Совета 3-го Белорусского фронта, Аслан Асланов был награждён орденом Славы 1-й степени. 
В результате успешного завершения наступательной операции 1136-му стрелковому полку, в котором воевал сержант Асланов, было присвоено почётное наименование — Кёнигсбергский. Аслан Асланов был назначен на должность помощника командира стрелкового взвода, и ему было присвоено очередное воинское звание. После разгрома нацистской Германии 338-я стрелковая дивизия была переброшена на Дальний Восток. Одним из серьёзных боевых задач было преодоление горного хребта Большой Хинган. За высокую организацию взвода и успешное выполнение боевой задачи старший сержант Асланов был награждён медалью «За отвагу». Участвовал в боях в Монголии и Маньчжурии. В мае 1947 года был демобилизован и вернулся на родину. Жил в родном селе, работал сторожем в школе. Скончался 1 сентября 1967 года.

## Комментарии
1. ↑  Ныне — в Губинском районе Азербайджана.